# Playa de Santa Gadea, Pantorga o Ribeiría
La playa de Santa Gadea, Pantorga o Ribeiría es una de las playas de Tapia de Casariego, la más occidental, y está en la localidad española de Santa Gadea.
Forma parte de la Costa Occidental de Asturias y presenta protección medioambiental por estar catalogada como ZEPA y LIC.

## Descripción
Tiene forma curva, de concha, de unos 200 metros de longitud y 45 metros de anchura media. Es una playa con poca afluencia de bañistas, la peligrosidad es del tipo medio y está en un entorno rural que le da un cierto encanto. La arena es de color tostado oscuro. Tiene el inconveniente que en la pleamar el agua la cubre casi en su totalidad.
Para orientarse, si no se utiliza el GPS, hay que buscar los conocidos pueblos de Serantes y Villamil como referencias próximas. La aproximación ha de hacerse por la carretera N-634 y cuando se llega al pueblo de Serantes hay que desviarse hasta el pueblo de Santa Gadea. En el extremo occidental se encuentran los «islotes de las Pantorgas», de gran belleza natural. Para el surf está catalogada con «Categoría 1».
En las proximidades de esta playa varó una ballena de 28 toneladas el 25 de octubre de 2001 y el 1 de marzo un «rorcual común» de 18 toneladas y 16 metros de largo.